# Thomas Grandi
Pour les articles homonymes, voir Grandi.
Thomas Grandi, né le 27 décembre 1972 à Bolzano, dans le Trentin-Haut-Adige (Italie), est un skieur alpin canadien, spécialisé dans les épreuves techniques. Il remporte notamment deux courses en Coupe du monde lors de la saison 2004-2005 en slalom géant, ce qui le place troisième du classement de la spécialité. 

## Biographie
Il fait ses débuts internationaux en 1991 aux Championnats du monde junior. Deux ans plus tard, il s'élance pour la première fois dans la Coupe du monde à Oppdal, où il marque ses premiers points avec une 18e place en slalom géant. Un an plus tard, il prend part aux Jeux olympiques également en Norvège à Lillehammer, où il est occupe le 16e rang en slalom géant et le 14e en slalom.
En 1996, il est présent à ses premiers championnats du monde dans la Sierra Nevada, où il prend une notable septième place au combiné. Lors de l'édition 1997 à Sestrières, il s'illustre dans le slalom géant qu'il finit à la huitième place.
Au début de la saison 1997-1998, Grandi monte sur son premier podium en Coupe du monde au slalom géant de Park City (3e). 1998 est aussi date de sa deuxième participation qui se solde avec des résultats similaires à ceux de Lillehammer en 1994.
Il ne connaît une forme moins bonne lors des trois saisons suivantes, avant de retrouver le top dix en fin d'année 2001 à Kranjska Gora. Aux Jeux olympiques d'hiver de 2002, à Salt Lake City son meilleur résultat est douzième en slalom géant. Son niveau monte crescendo lors des prochains hivers, avec des classements généraux comme 34e, puis 21e, avant de connaître son apogée. En effet, lors de la saison 2004-2005, Grandi remporte coup sur coup les slaloms géants d'Alta Badia et de Flachau et enregistre ses meilleurs résultats aux Championnats du monde à Bormio, où il est cinquième du slalom géant et sixième du slalom. Il a notamment pris la troisième place finale au classement de Coupe du monde du slalom géant cet hiver, son meilleur en carrière.
En 2005-2006, s'il ne gagne pas, il monte sur cinq podiums sur neuf au total durant sa carrière, d'abord deux fois à Kranjska Gora, puis sur les deux slaloms à Shigakogen et finalement un autre slalom à Åre. Il est alors classé onzième mondial en fin de saison, sa meilleure position au général. Sur sa quatrième sélection olympique à Turin, il pénètre enfin le top dix avec une neuvième place au slalom et une dixième en slalom géant.
2009 voit Grandi faire ses adieux à la compétition au niveau international, prenant part aux Championnats du monde à Val d'Isère.

## Palmarès

### Jeux olympiques
| Épreuve / Édition | Lillehammer 1994 | Nagano 1998 | Salt Lake City 2002 | Turin 2006 |
| Super G           |                  |             | Abandon             |            |
| Slalom géant      | 16e              | Disqualifié | 12e                 | 10e        |
| Slalom            | 14e              | Abandon     | 16e                 | 9e         |

### Championnats du monde
| Épreuve / Édition | Sierra Nevada 1996 | Sestrières 1997 | Vail/Beaver Creek 1999 | Sankt Anton 2001 | Saint-Moritz 2003 | Bormio 2005 | Åre 2007 | Val d'Isère 2009 |
| Super G           | 45e                | 26e             | 28e                    |                  | 26e               |             |          |                  |
| Slalom géant      | Abandon            | 8e              | 25e                    | Abandon          | Abandon           | 5e          | 27e      |                  |
| Slalom            | Abandon            | Abandon         | 13e                    | 22e              | 32e               | 6e          | Abandon  | Disqualifié      |
| Combiné           | 7e                 |                 |                        |                  |                   |             |          |                  |

### Coupe du monde
- Meilleur classement général : 11e en 2006.
- Meilleur classement en slalom géant : 3e en 2005.
- 9 podiums, dont 2 victoires (en slalom géant).

#### Détail des victoires
| Édition / Épreuve | Slalom géant       |
| 2004-2005         | Alta Badia Flachau |

#### Classements détaillés
| Saison/Classement | Général | Super G | Slalom géant | Slalom |
| Saison/Classement | Class.  | Class.  | Class.       | Class. |
| ----------------- | ------- | ------- | ------------ | ------ |
| 1993              | 123e    | -       | 41e          | -      |
| 1994              | 80e     | -       | 27e          | 48e    |
| 1995              | 109e    | -       | 39e          | 47e    |
| 1996              | 71e     | 47e     | 25e          | -      |
| 1997              | 50e     | -       | 20e          | 42e    |
| 1998              | 36e     | -       | 15e          | 21e    |
| 1999              | 49e     | -       | 30e          | 25e    |
| 2001              | 96e     | -       | 39e          | 48e    |
| 2002              | 56e     | -       | 20e          | 38e    |
| 2003              | 34e     | -       | 18e          | 16e    |
| 2004              | 21e     | -       | 13e          | 10e    |
| 2005              | 12e     | -       | 3e           | 16e    |
| 2006              | 11e     | -       | 6e           | 5e     |
| 2007              | 43e     | -       | 20e          | 18e    |
| 2009              | 114e    | -       | -            | 44e    |

## Parenté dans le sport
Sa femme Sara Renner est une fondeuse de haut niveau.